# Matt Cetlinski
Matthew J. "Matt" Cetlinski (Estados Unidos, 4 de octubre de 1964) es un nadador retirado especialista en estilo libre. Fue olímpico en los Juegos Olímpicos de Seúl 1988 donde consiguió una medalla de oro en la prueba de 4x200 metros libres estableciendo un nuevo récord mundial (07:15:51). A nivel individual participó en las pruebas de 400 y 1500 metros libres, acabando en cuarta posición en ambas.

## Palmarés internacional
| Juegos Olímpicos | Juegos Olímpicos      | Juegos Olímpicos | Juegos Olímpicos |
| Año              | Lugar                 | Medalla          | Prueba           |
| ---------------- | --------------------- | ---------------- | ---------------- |
| 1988             | Seúl ( Corea del Sur) | Medalla de oro   | 4x200 m libres   |